# Reimsi Richer
Reimsi Richer (latinul: Richerus, franciául: Richer de Reims), (940 után – Reims, 998 után) latin nyelven író középkori francia szerzetes, Szent Remigius kolostorában, Reims külvárosában. Az általa írt történelmi mű, a Historiae a korabeli francia királyság történetének, valamint a Capeting-ház felemelkedésének kiemelkedő forrása.

## Élete és működése

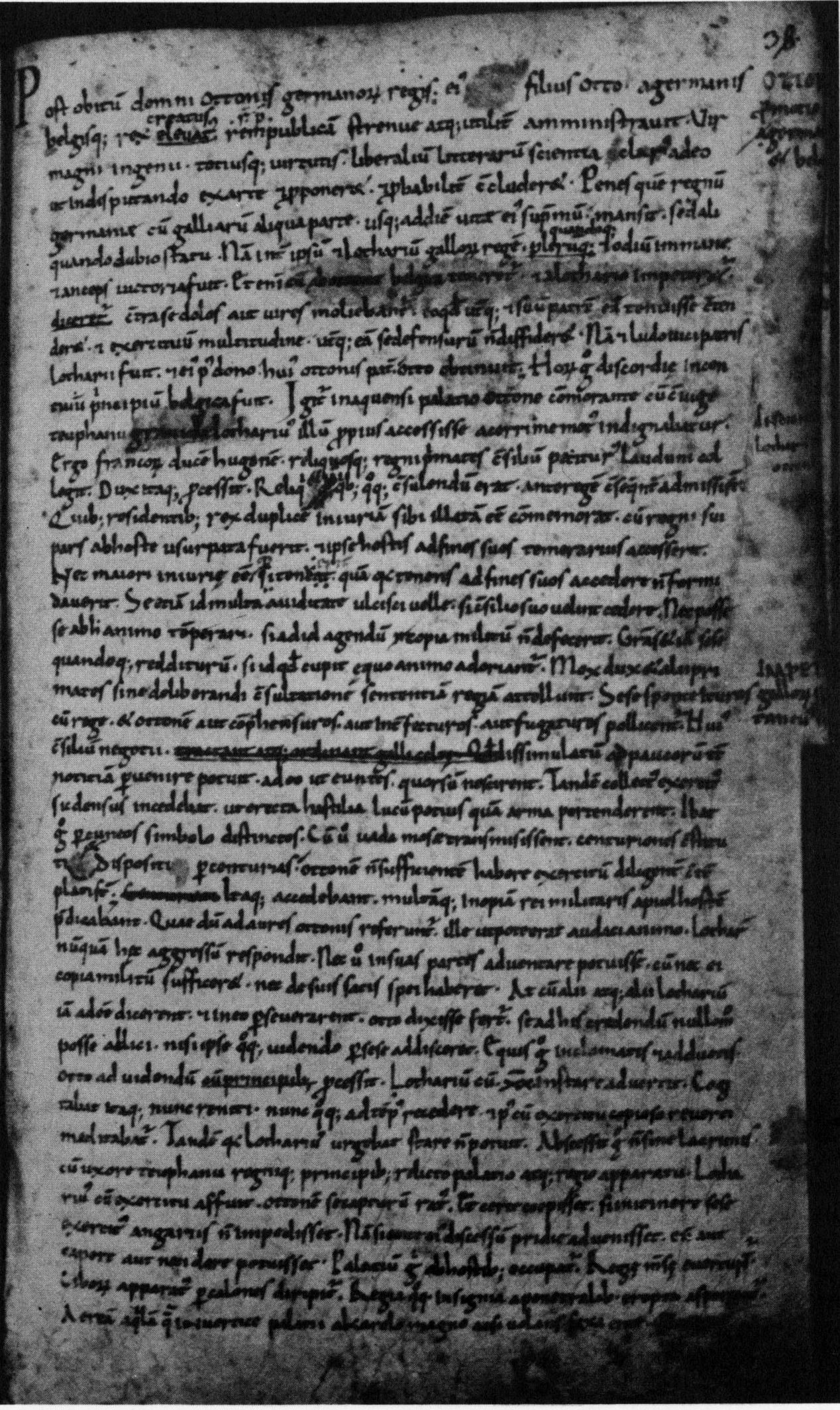
Richer művének egyik lapja

Egy Rodulf nevű nemesúrnak, IV. Lajos francia király vazallusának volt a fia. Reimsben Gerbert d'Aurillactól, a későbbi II. Szilveszter pápától tanult matematikát, történelmet és retorikát. Jártas volt az orvostudományban is, 991-ben emiatt Chartres-ba utazott, hogy az ottani iskola orvosi kéziratait tanulmányozza.
Midőn nagy tanulnivágyással gyakran és sokat gondolkodtam Hippocratesnek a szabad tudományokra vonatkozó logikájáról, valamelyik napon egy carnoutmi (Chartres) lovasba ütköztem Remi (Reims) városában. Mikor megkérdeztem, ki ő és miféle, miért és honnan jött, azt felelte, hogy ő Heribrand carnotumi klerikus küldötte, és, hogy Richerrel, Szent Remig szerzetesével akar beszélni. ... Hamarosan elővett egy levelet, mely az Aforizmák olvasására buzdított ... hamarosan Carnotumba érkeztem. Itt visszaküldtem a lovakat, és Meldis városából visszaküldtem a fiút. Miután ez visszatért, és én minden gondtól megszabadultam, Heribrand úrnál, ennél a nagy műveltségű és nagy tudású úrnál szorgalmasan tanulmányoztam Hippocrates afroizmáit. De mert ezekből csak a betegségek ismertetőjeleit tanultam meg, és mert nem elégedtem meg a betegségek puszta felismerésével, kértem tőle, hadd olvasom el azt a könyvet is, melynek címeː Hippocrates, Galénosz és Suranus egyetértése. Ezt meg is kaptam, minthogy ezek a dolgok őelőtte, aki az erőtanban, gyógyszerészetben, botanikában és sebészetben nagy jártassággal bírt, ismeretlenek nem voltak
998-ban még életben volt, de ezután semmi biztosat nem tudunk róla.
A négykötetes Historiae Franciaország 888 és 995 közötti eseményeit mutatja be, és Reimsi Hincmar krónikájának folytatásaként tekinthető. Az első két könyvében Richer elsősorban Flodoard krónikájára támaszkodik. 969 után már a saját értesüléseit foglalja írásba. Központi szerepet foglalnak el a 885-888-as normann betörések, ezzel kapcsolatban a párizsi Capeting grófi család felemelkedése, végül a 987-es királykoronázás, melynek során első ízben választottak frank uralkodó helyett kvázi nemzeti dinasztiát Capet Hugó személyében.
Miután így a győzelmet megszerezte a normannok fölött, Rodbert a sereget feloszlatta, a foglyokat pedig Párizsba küldte. Mikor aziránt érdeklődött, vajon keresztények-e, egyet sem talált közülük, aki ilyenféle valláshoz tartozott volna. Ezért hozzájuk küldte oktatásukra a tisztelendő presbitert és szerzetest, Martinust, akinek keze alatt keresztényekké lettek
A művet 1833-ban fedezte föl Georg Heinrich Pertz a Bambergi Állami Könyvtárban.